# Matisse & Picasso: A Gentle Rivalry
Matisse & Picasso: A Gentle Rivalry è un cortometraggio del 2001 diretto da Ginny Martin e Rob Tranchin e basato sulla vita dei pittori Pablo Picasso e Henri Matisse.